# Cyganka (Skamieniałe Miasto)
Cyganka – jedna ze skał w rezerwacie przyrody Skamieniałe Miasto na Pogórzu Ciężkowickim w Ciężkowicach, w województwie małopolskim, w powiecie tarnowskim, w gminie miejsko-wiejskiej Ciężkowice. Znajduje się w górnej części rezerwatu, na grzbiecie wzniesienia Skała, pomiędzy Basztą I.J. Paderewskiego a Grzybkiem.
Jest to typowy ostaniec. Zbudowany jest z piaskowca ciężkowickiego płaszczowiny śląskiej Karpat Zewnętrznych. Piaskowiec ten powstał w wyniku sedymentacji około 58 – 48 mln lat temu na dnie Oceanu Tetydy. W okresie polodowcowym piaskowce ulegały selektywnemu wietrzeniu. Najbardziej na wietrzenie narażone były płaszczyzny spękań ciosowych, przetrwały fragmenty najbardziej odporne na wietrzenie, i to doprowadziło do powstania różnorodnych, izolowanych od siebie form skałkowych.
Cyganka ma wysokość ok. 5 m. Nie wiadomo dokładnie od czego pochodzi jej nazwa, przypuszcza się, że od tego, iż oszukuje („cygani”) swoim kształtem – z powodu nieokreślonego kształtu każdy widzi w niej co innego. Nadaje się do boulderingu. Są na niej 4 drogi wspinaczkowe (baldy) o trudności od 6a do 6c w skali francuskiej. Wspinanie jednak jest zabronione.

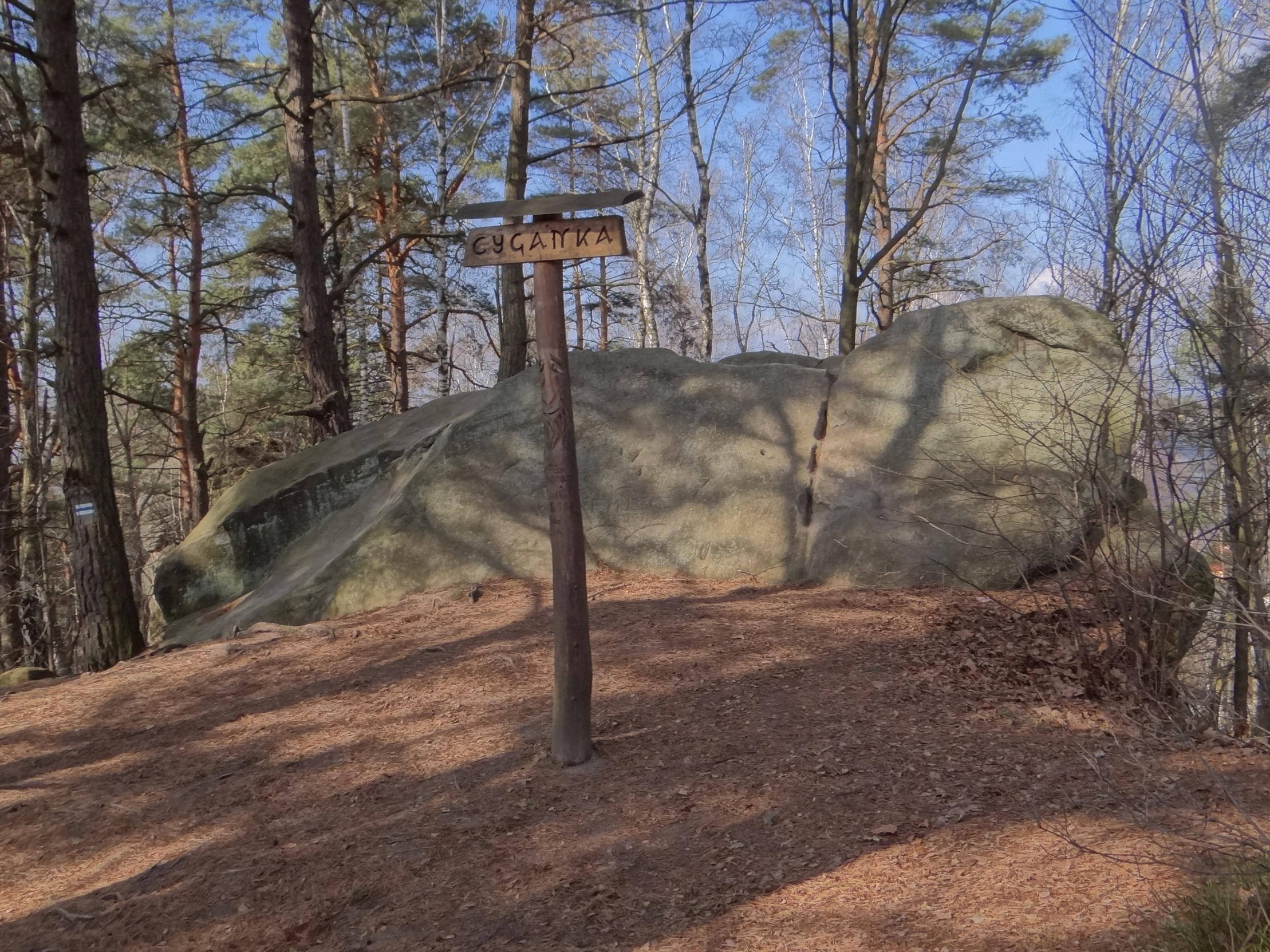
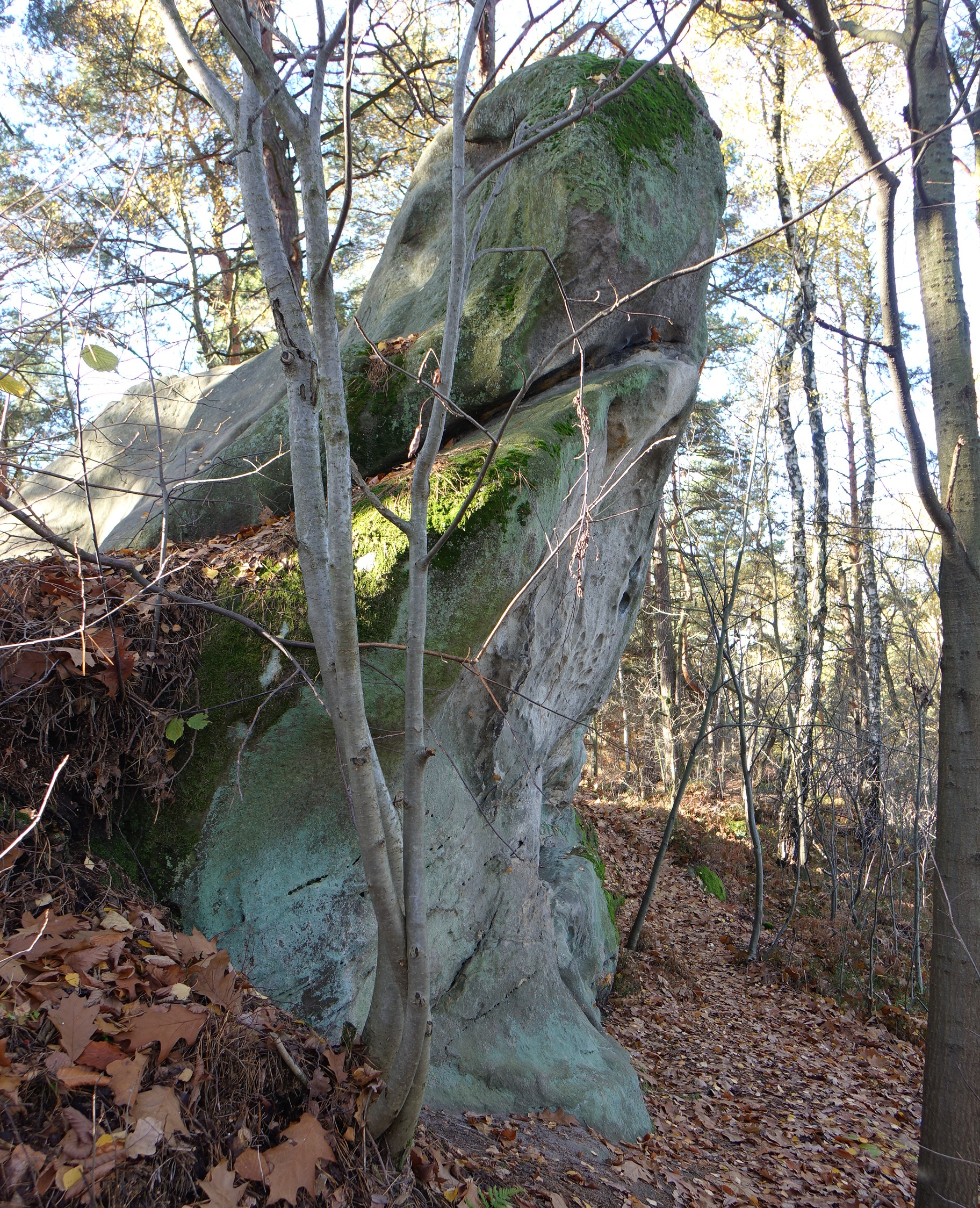
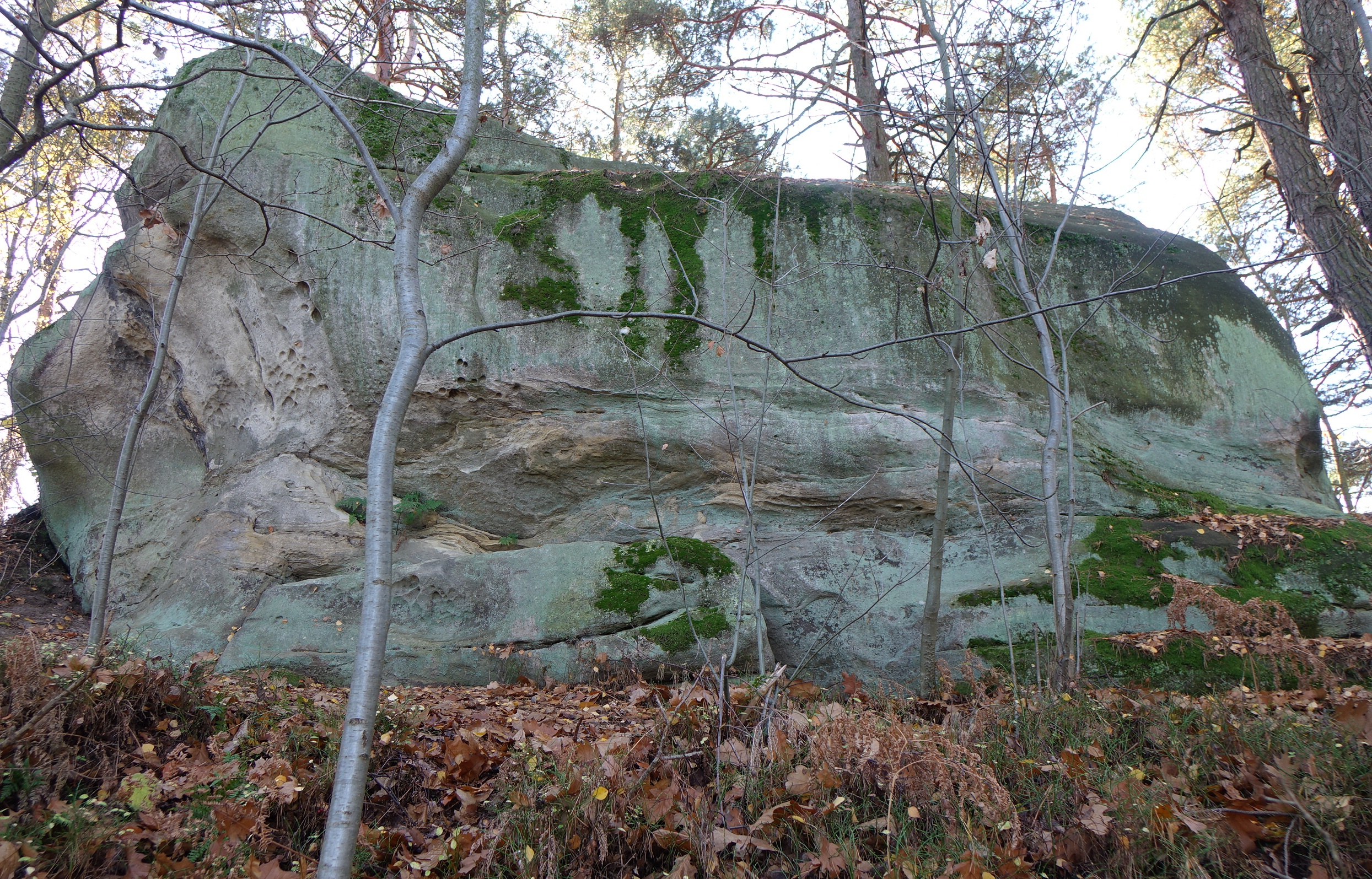
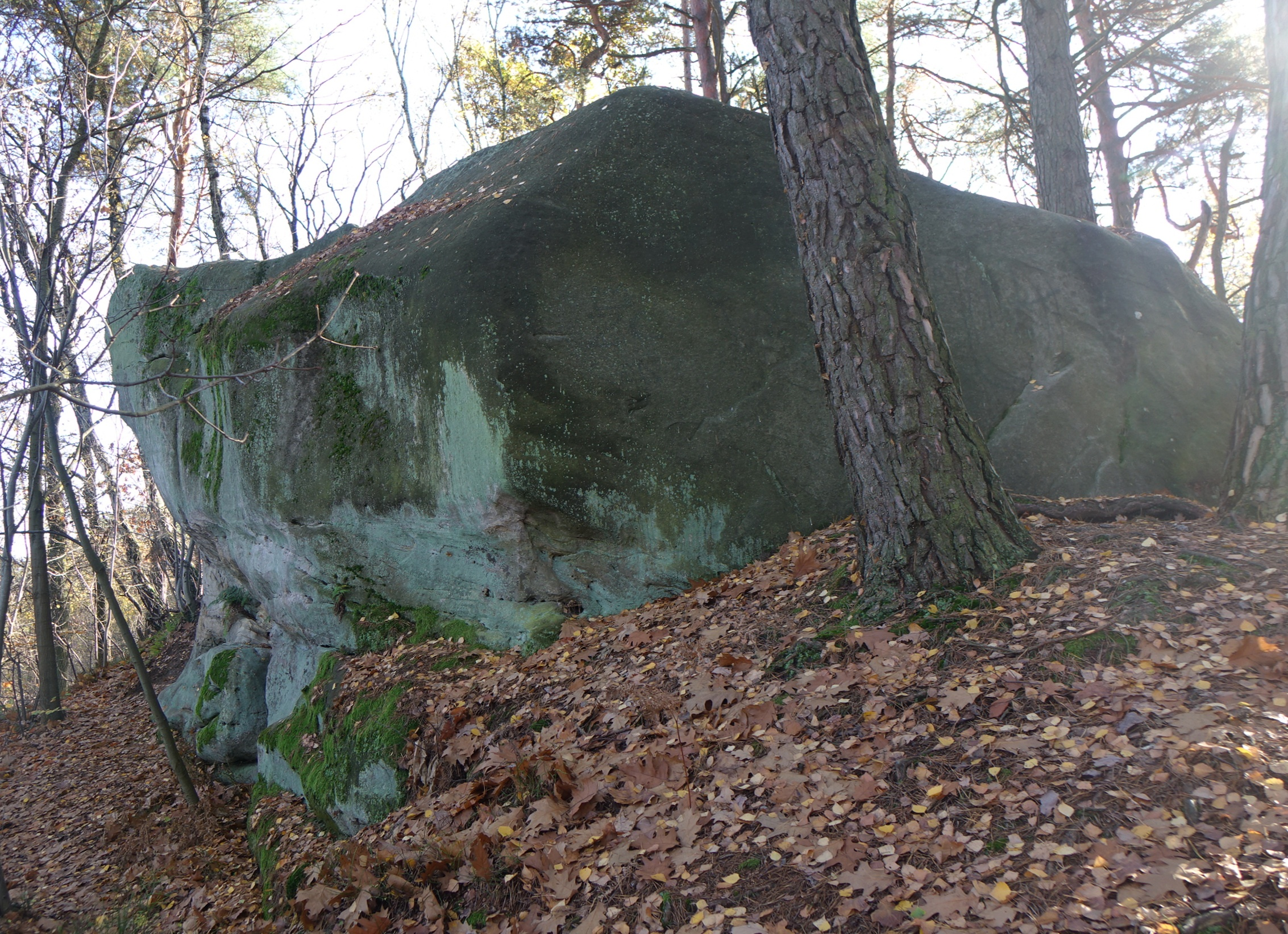